# بات فنسنت
بات فنسنت (بالإنجليزية: Pat Vincent)‏ هو لاعب اتحاد الرغبي نيوزيلندي، ولد في 6 يناير 1926 في Whataroa ‏ في نيوزيلندا، وتوفي في 10 أبريل 1983 في بيتسبرغ في الولايات المتحدة.